# NGC 739
NGC 739 è una galassia lenticolare situata nella costellazione del Triangolo, a una distanza di circa 205 milioni di anni luce dalla nostra Via Lattea.

## Scoperta
La galassia è stata scoperta il 9 gennaio 1874 dall'astronomo britannico Ralph Copeland.